# Munising (Michigan)
Munising település az Amerikai Egyesült Államok Michigan államában, Alger megyében, melynek megyeszékhelye is. Lakosainak száma 1986 fő (2020. április 1.).

## Népesség
A település népességének változása:

| 2010 | 2 355 |
| 2020 | 1 986 |